# دنیلسون دی الیویرا آراخو
دنیلسون دی الیویرا آراخو (به پرتغالی: Denílson de Oliveira Araújo) هافبک اهل برزیل است که در شهر Diadema و در تاریخ ۲۴ اوت ۱۹۷۷ به دنیا آمده‌است.
دنیلسون دی الیویرا آراخو در تیم‌های فوتبال سائوپائولو ،رئال بتیس، فلامینگو، بوردو، النصر عربستان و اف‌سی دالاس سابقهٔ حضور دارد. این بازیکن همچنین در سال، ۱۹۹۶ – ۲۰۰۳ میلادی ۶۱ بار برای، تیم ملی فوتبال برزیل به میدان رفته‌است و طی این مدت ۸ گل به ثمر رسانده‌است. او در سال ۱۹۹۹ با انتقال ۳۱میلیون یورویی به رئال بتیس گران‌ترین بازیکن جهان شد اما طولی نکشید که رکورد او شکسته شد . بعدها از او به عنوان منفورترین خرید گران قیمت تاریخ فوتبال شناخته شد.